# Hayley McGregory
Hayley McGregory (Londen (Engeland), 13 januari 1986) is een Amerikaanse voormalige zwemster.

## Carrière
Tijdens de Amerikaanse Olympische trials 2004 in Long Beach (Californië) eindigde McGregory als derde op zowel de 100 als de 200 meter rugslag. In oktober 2004 maakte de Amerikaanse haar internationale debuut, tijdens de wereldkampioenschappen kortebaanzwemmen 2004 in Indianapolis. Op dit toernooi strandde ze in de series van de 200 meter rugslag.
In de aanloop naar de Amerikaanse Olympische trials 2008 in Omaha verbeterde McGregory het wereldrecord op de 50 meter rugslag. Tijdens de trials verbeterde ze in de series het wereldrecord op de 100 meter rugslag, enkele minuten later raakte ze haar wereldrecord  alweer kwijt aan landgenote Natalie Coughlin. Uiteindelijk eindigde ze net als in 2004 als derde op zowel de 100 als de 200 meter rugslag.
Op de wereldkampioenschappen zwemmen 2009 in Rome eindigde de Amerikaanse als zesde op de 100 meter rugslag, op de 50 meter rugslag werd ze uitgeschakeld in de halve finales.

## Internationale toernooien
| Jaar | Olympische Spelen | WK langebaan                    | WK kortebaan    | PanPacs       |
| ---- | ----------------- | ------------------------------- | --------------- | ------------- |
| 2004 | geen deelname     |                                 | 9e 200m rugslag |               |
| 2005 |                   | geen deelname                   |                 |               |
| 2006 |                   |                                 | geen deelname   | geen deelname |
| 2007 |                   | geen deelname                   |                 |               |
| 2008 | geen deelname     |                                 | geen deelname   |               |
| 2009 |                   | 11e 50m rugslag 6e 100m rugslag |                 |               |

## Persoonlijke records

### Kortebaan
| Afstand      | Tijd    | Datum            | Plaats       |
| ------------ | ------- | ---------------- | ------------ |
| 100m rugslag | 58,54   | 19 december 2009 | Manchester   |
| 200m rugslag | 2.11,62 | 9 oktober 2004   | Indianapolis |

### Langebaan
| Afstand      | Tijd    | Datum           | Plaats      |
| ------------ | ------- | --------------- | ----------- |
| 50m rugslag  | 27,80   | 7 juni 2008     | Austin      |
| 100m rugslag | 59,11   | 1 augustus 2008 | Minneapolis |
| 200m rugslag | 2.07,69 | 5 juli 2008     | Omaha       |